# Spokon
Spokon (スポ根?, supokon, contrazione di スポーツ?, supōtsu e 根性?, konjō, lett. "tenacia sportiva") è un termine giapponese che designa un particolare genere di manga e anime le cui storie sono ambientate nel mondo dello sport e hanno per protagonisti degli atleti. Archetipo del genere è Tommy la stella dei Giants, manga creato nel 1966 da Ikki Kajiwara.